# Microid S
Microid S (яп. ミクロイドS Микроид С) — японская манга, авторства Осаму Тэдзуки и снятый по нему аниме-сериал, выпущенный студией Toei Animation. Транслировался по телеканалу TV Asahi с 7 апреля по 6 октября 1973 года. Всего выпущено 26 серий аниме. Сериал также транслировался на территории Италии по телеканалу Italia 1 в 1982 году.

## Сюжет
Сюжет разворачивается вокруг трёх людей по имени Янма, Агэха и Мамэдзо. Они превращаются в маленьких насекомо-подобных существ с супер-способностями, чтобы защитить человечество от Гоидорони — разумных насекомых, которые разработали технологии, способные уничтожить всех людей. Троице предстоит предотвратить злые планы насекомых и спасти человечество.

## Роли озвучивали
- Хироко Судзуки — Агэха
- Итиро Нагай — Гидорон
- Дзёдзи Янами — учитель Норакура
- Канэта Кимоцуки — Канкуро
- Кэй Томияма — Рурибоси
- Матико Сога — Мамэдзо
- Макио Иноуэ — Янма
- Масако Нодзава — Манабу
- Ясуаки Судзуки — доктор Мидоро